# Moon Ye-bong
Moon Ye-bong (en hangul, 문예봉; en hanja, 文藝峰); 3 de enero de 1917 – 26 de marzo de 1999) fue una actriz norcoreana.

## Carrera
Comenzó su carrera en el teatro siendo una adolescente y, a principios de los años 30, apareció en su primera película: A Ferry Boat That Has No Owner (1932).:352 Moon Ye-Bong era considerada la representante de la "Nueva Mujer" o de la mujer coreana moderna. En las décadas de 1930 y 1940, era una de las actrices más populares de Corea.
Protagonizó muchas películas projaponesas durante la ocupación japonesa de Corea. En 1941, protagonizó la película en coreano Angels without a Home, que trataba sobre los niños coreanos de la calle; a pesar de que los ocupantes japoneses la habían prohibido como lengua de enseñanza excepto en las escuelas primarias, recibió el apoyo del Ministerio de Educación japonés y se proyectó ampliamente en Japón.
Emigró a Corea del Norte en 1948.:349 Moon Ye-Bong participó en la segunda película rodada en Corea del Norte, The Blast Furnace. Protagonizó la película de 1954 A Partisan Maiden en el papel de una guerrillera comunista que lucha contra los estadounidenses durante la Guerra de Corea.:350
Aunque recibió premios del gobierno norcoreano durante la década de 1950, fue víctima de las purgas políticas de 1969; en 1980, fue rehabilitada y nombrada "actriz del pueblo.":352

## Filmografía seleccionada
- A Ferry Boat That Has No Owner (Imja eomneun narutbae, 1932)
- Wanderer (Nageune, 1937)
- Military Train (Gunyong yeolcha, 1938)
- Tuition (Sueomnyo, 1940)
- Volunteer (Jiwonbyeong, 1941)
- Angels without a Home (1941)
- Straits of Chosun (Joseon haehyeop, 1943)
- My Home Village (Nae gohyang, 1949)
- The Blast Furnace (Yonggwangno, 1950)
- A Boy Partisan (Sonyeon ppalchisan, 1951)
- A Partisan Maiden [A Partisan Woman] (Ppalchisan cheonyeo, 1954)
- A Newly-Wed (Sinhon bubu, 1955)